# Filippo Brunelleschi
Filippo di Ser Brunellesco Lapi, conocido simplemente como Filippo Brunelleschi (1377-15 de abril de 1446), fue un arquitecto, escultor y orfebre renacentista italiano. Es conocido, sobre todo, por su trabajo en la cúpula de la catedral de Florencia. Sus profundos conocimientos matemáticos y su entusiasmo por esta ciencia le facilitaron el camino en la arquitectura, además de llevarlo a la invención de la  perspectiva cónica. Por sus conocimientos que abarcan diversas disciplinas es considerado un polímata.
Fue contemporáneo de Leon Battista Alberti, Ghiberti, Donatello y Masaccio. Un siglo después de la muerte de Brunelleschi, su biografía fue incluida por el pintor y arquitecto Giorgio Vasari en la obra Vida de los mejores arquitectos, pintores y escultores italianos (Vite de' più eccellenti architetti, pittori, et scultori italiani, da Cimabue insino a' tempi nostri, 1542-1550).

## Brunelleschi y la pintura
Su primera gran obra fue teórica, ya que en 1434 fue el primero que formula las leyes de la perspectiva cónica, un sistema de representación gráfico basado en la proyección de un volumen sobre un plano auxiliándose en rectas proyectantes. Fue un elemento clave de la pintura renacentista, pues es la representación que más se aproxima a la visión real, al ser muy similar a la imagen que percibimos de los objetos.

## Brunelleschi escultor
Decidido a ganarse la vida como escultor, participó en un concurso que consistía en realizar los bajorrelieves de las puertas del Baptisterio de Florencia, en 1401, en los que se tenía que representar el sacrificio de Isaac dentro de un marco polilobulado; tenían que aparecer Abraham, su hijo Isaac, un ángel, dos sirvientes con un asno, leña y un cordero o una oveja. Quedó en segundo lugar, por no ceñirse a las bases y hacer un altar que parece estar llevado por el asno, además, el rostro de Abraham aparecía con expresión irritada; este hecho hizo que se inclinase por la arquitectura en exclusiva.

## Brunelleschi arquitecto
Filippo Brunelleschi fue el iniciador de la arquitectura de estilo renacentista, caracterizado por ser un momento de ruptura con respecto al estilo precedente: la arquitectura gótica, buscando su inspiración en una interpretación del arte clásico, que se consideraba el modelo más perfecto de las Bellas Artes.

### Cúpula de Santa María del Fiore

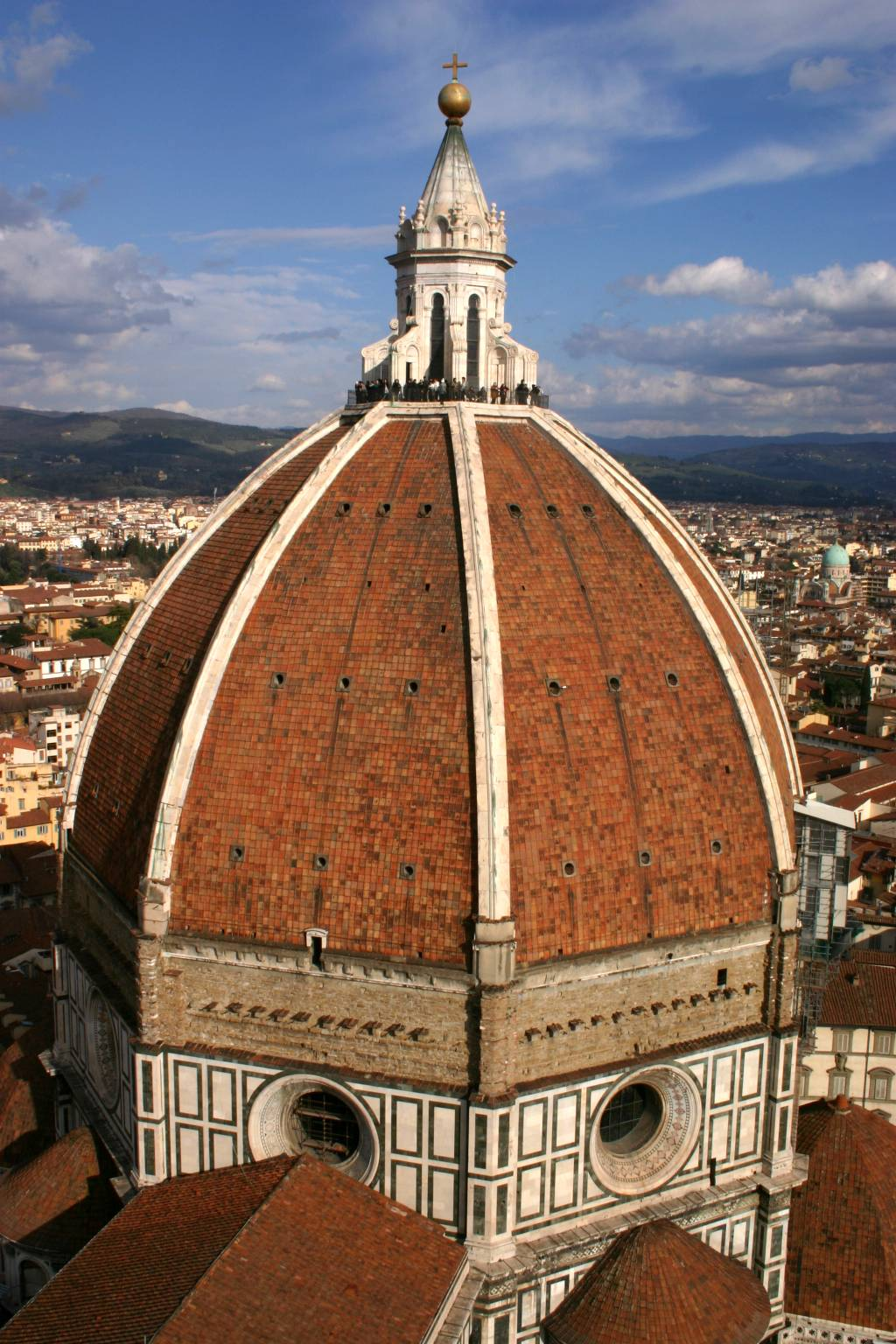
Cúpula de la catedral de Florencia.

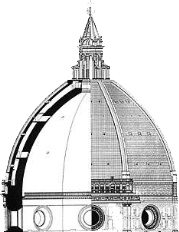
Sección de la cúpula.

La cúpula de la catedral de Florencia, o Santa María de la Flor, es su obra más famosa y más controvertida. Esta enorme cúpula no solo destaca sobre el conjunto de la iglesia sino que es una referencia visual en toda la ciudad de Florencia. La catedral de Florencia es gótica y fue realizada por Arnolfo di Cambio, pero estaba sin concluir pues se encontraba sin abovedar el crucero.
Por la altura del edificio, la cúpula que cubriera dicho crucero no podía ser totalmente semiesférica por posibles problemas en el sistema de empujes y contrarrestos de fuerzas. La solución que llevó a cabo Brunelleschi fue una superposición de dos bóvedas esquifadas, octogonales, una dentro de otra, que estaban hechas de ladrillo, divididas en tramos a modo de gajos. Esta innovación permitía un reparto de esfuerzos, además de conseguir la sensación de ligereza. 
La distancia entre ambas cúpulas se mantiene siempre constante. Por su casquete alargado recuerda al gótico. Está construida sobre un tambor poligonal de fábrica, que más adelante se recubriría con mármoles, en el cual se abrieron óculos circulares, que proporcionan iluminación cenital al interior del crucero. Es la primera vez que la estructura bien definida de una cúpula ofrece el mismo aspecto en el interior que en el exterior.

### Basílica de San Lorenzo (Florencia)

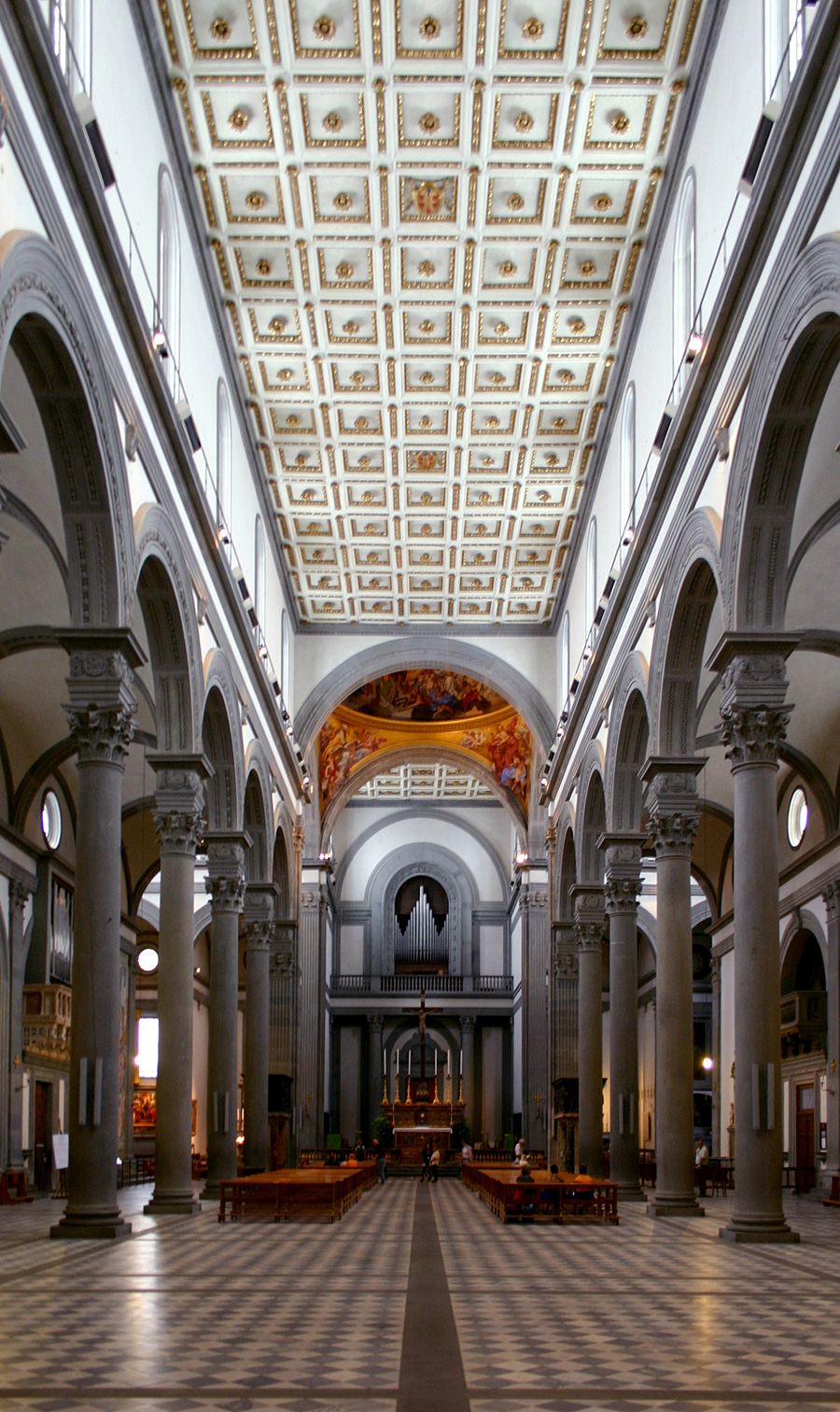
Interior de la Basílica de San Lorenzo de Florencia.

Inspirada en las basílicas paleocristianas que Brunelleschi estudió, se trata de un templo con planta de cruz latina de tres naves, planteada bajo un esquema 2-1, es decir con la nave central más alta y ancha. En el interior, la nave central tiene el techado plano casetonado y las naves laterales se cubren con concatenación de bóvedas vaídas. La separación de las naves se establece mediante columnas de orden compuesto y sobre ellas un entablamento completo en el que descarga cada arco de medio punto, consiguiendo mayor altura de una manera armónica. En el crucero dispuso de cúpula como cerramiento. 
Brunelleschi busca en esta iglesia fundamentalmente dos aspectos:
- Horizontalidad: empleando elementos arquitectónicos que refuerzan la sensación de horizontalidad, como los entablamentos, la cubierta plana de la nave central, etc.
- Armonía: buscó la armonía empleando criterios geométricos. Por ejemplo, establece formas cúbicas ya que la altura de las columnas es idéntica a la distancia entre columnas contiguas y entre estas y los muros de las naves laterales. Introduce la teoría de la pirámide visual, con la que logra la armonía visual de los elementos arquitectónicos, aplicando la perspectiva lineal de fuga.

La Basílica del Espíritu Santo es de estilo similar.

### Fachada delOspedale degli Innocenti(1419-1444)
El Ospedale degli Innocenti (en español Hospital de los Inocentes) es un edificio de gran horizontalidad. En el cuerpo inferior se dispone de un pórtico con arcos de medio punto sobre columnas de orden compuesto, que se independiza visualmente del resto de la construcción. En las enjutas de los arcos hay tondos o medallones con figuras blancas (bebés que piden) sobre fondo azul. Es el único elemento figurativo, ya que Brunelleschi desnuda esta fachada del Hospital de los Inocentes del resto de elementos decorativos.

## Obras principales

### Arquitectura

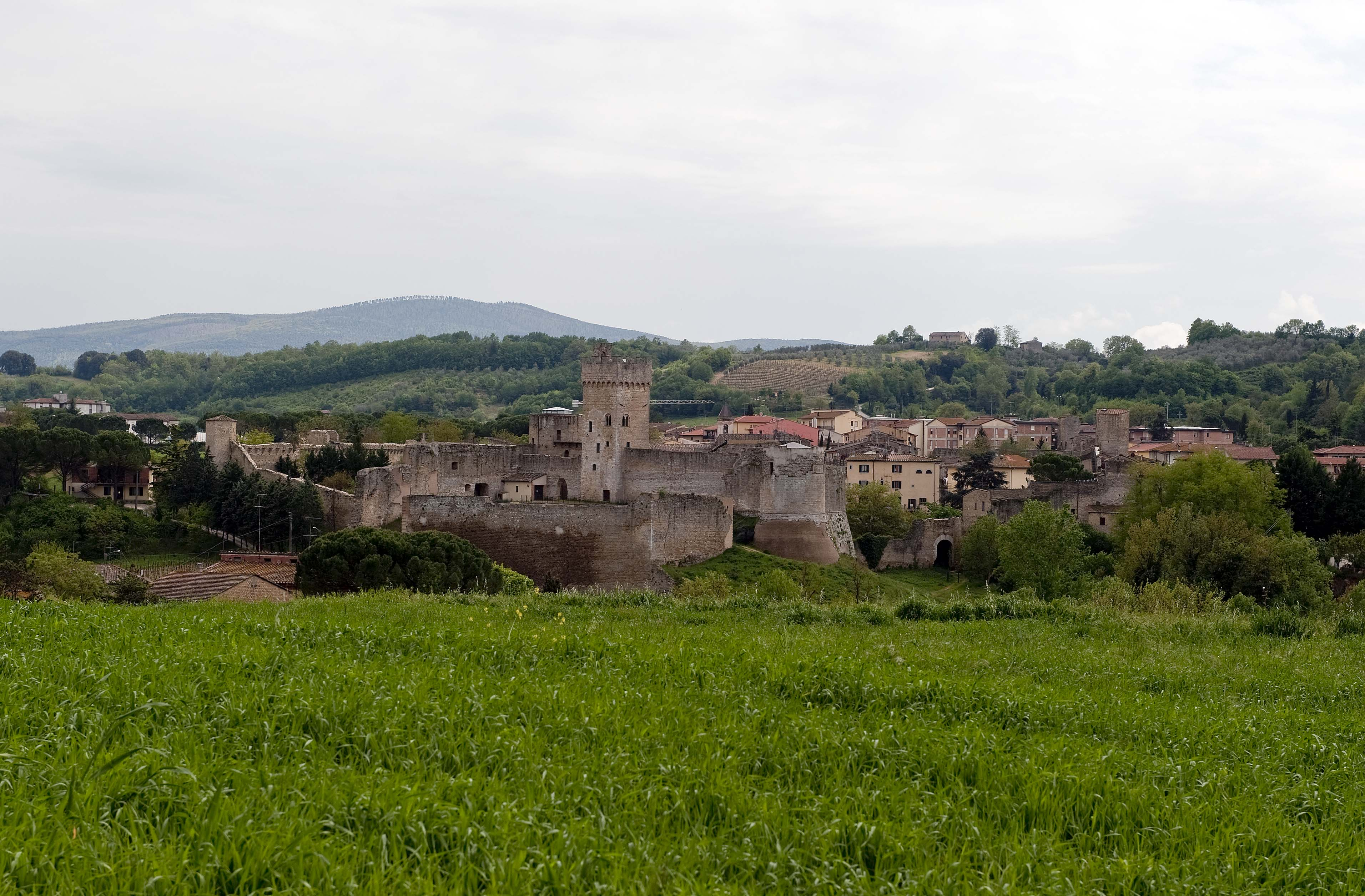
Staggia senese

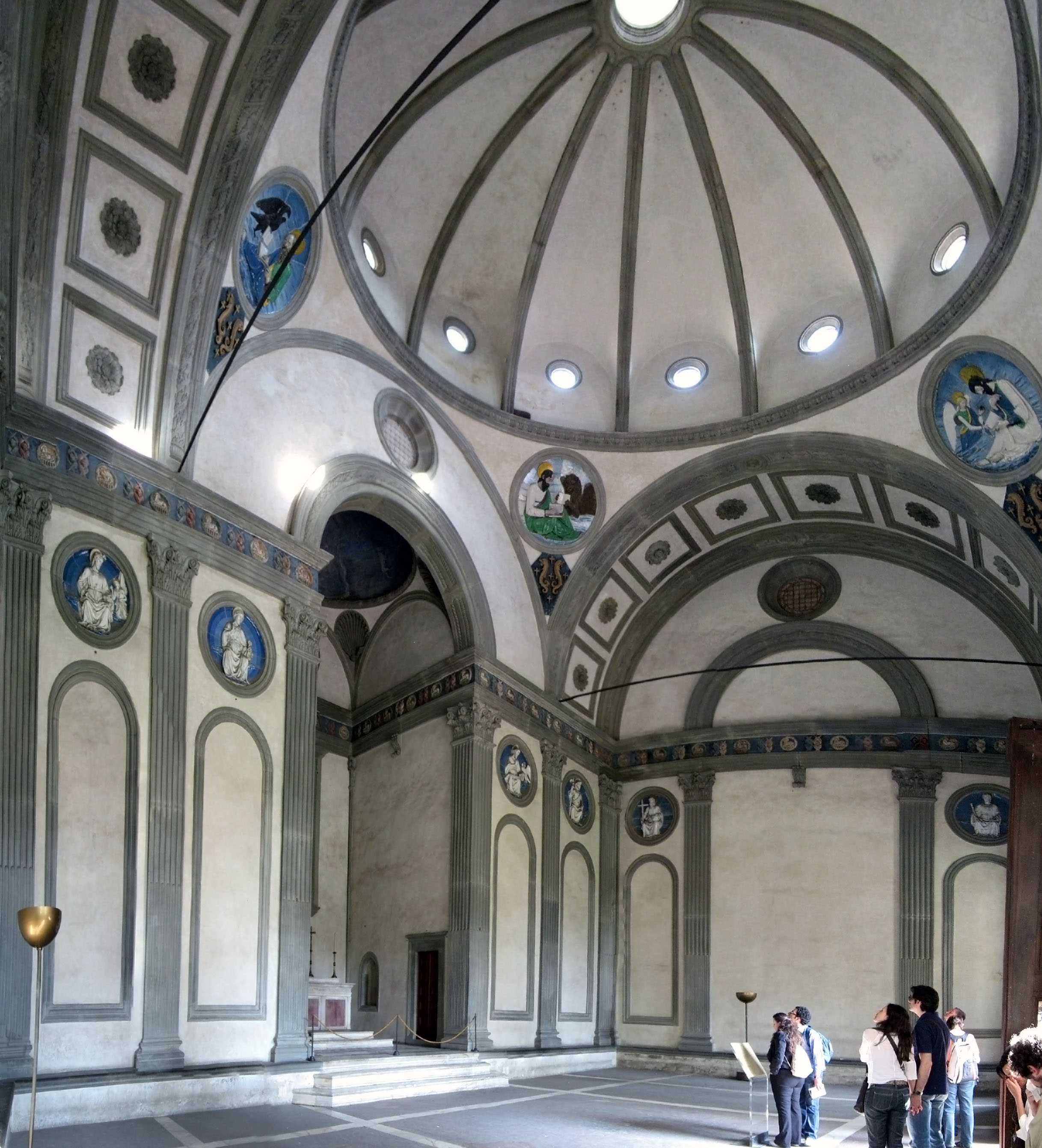
Interior de la Capilla Pazzi.

- 1418-1434 -Cúpula de la Catedral de Santa María de la Flor, en Florencia
- 1419-1427 - Hospital de los Inocentes, Florencia (completada por otros)
- 1420 - Capilla Barbadori, Iglesia de Santa Felicita, Florencia
- ca. 1420 - Ampliación del palacio de Parte Guelfa, Florencia
- 1421-1426 - Sacristía Vieja de San Lorenzo, Florencia
- ca. 1421-1428 -  Basílica de San Lorenzo de Florencia, Florencia (completada por otros)
- 1424-1425 - Muralla de Lastra en Signa (resistematización)
- 1424 - Muralla de Signa (resistematización)
- 1424 - Muralla de Malmantile
- 1429 - Capilla Pazzi, Florencia (completada por otros)
- años 1430 - Palacio Bardi, Florencia
- 1431 - Castillo de Staggia Senese
- 1434-1437 - Rotonda de Santa Maria degli Angeli, Florencia (completada por otros)
- 1435-1440 - Rocca de Vicopisano
- Rocca de Castellina en Chianti
- Castillo de Rencine (reestructuración)
- 1444 - Basílica del Santo Spirito, Florencia (completada por otros)

- 1420 - Proyecto para la residencia del Duque de San Demetrio ne' Vestini
- 1434 - Proyecto para la Iglesia de Santa María de los Angeles, Florencia (con planta inspirada en el Panteón o San Vital de Rávena, no llegó a finalizarse pero sus planos influyeron en Bramante y Leonardo da Vinci)
- Proyecto del  Palazzo Pitti, Florencia (iniciado póstumamente en 1458)

### Escultura
- Altar argenteo de San Jacopo, catedral de Pistoia (1400-1401)
  - Sant'Agostino (atr.)
  - San Giovanni Evangelista (atr.)
  - Geremia e Isaia (atr.)
- Sacrificio di Isacco, Museo del Bargello, Florencia (1401)
- Madonna col Bambino (attr.), palazzo Davanzati, Florencia(1402-1405 circa) – se ne conoscono circa ottanta repliche con lievi differenze, sparse nei musei del mondo.
- Crocifisso di Brunelleschi, cappella Gondi in Santa Maria Novella, Florencia (1410-1415 circa)
- San Pietro (atr.), Museo di Orsanmichele, Florencia (1412 circa)
- Pulpito di Santa Maria Novella (diseño), scolpito dal Buggiano, Santa Maria Novella, Florencia (1443)